# Johann Heinrich Buttstett
Johann Heinrich Buttstett (Buttstedt) est un compositeur, organiste et théoricien allemand, né à Bindersleben (aujourd'hui inclus dans Erfurt) le 25 avril 1666 et décédé à Erfurt le 1er décembre 1727.

## Biographie
Buttstett est d’abord formé à Bindersleben et à la Ratsschule d’Erfurt avant d’étudier, dès 1678, avec Johann Pachelbel. Buttstett se voit confier son premier poste d’organiste à la Reglerkirche en 1684. Trois ans plus tard, il est choisi comme organiste à la Kaufmannskirche et épouse, en juillet 1687, Martha Lämmerhirt, une lointaine cousine de la mère de Jean-Sébastien Bach ; ils ont dix enfants entre 1688 et 1704, dont Johann Samuel, qui est probablement le père de Franz Vollrath Buttstett (1735–1814).
En 1691, Buttstett est nommé organiste de la Predigerkirche (poste qu’occupait Pachelbel jusqu’en 1690) et devient le principal organiste de la ville. Il reçoit le titre de Ratsorganist en 1693 et effectue une remarquable carrière, longue de 36 ans, durant laquelle il se distingue comme organiste et compositeur d’œuvres pour clavier, mais également de musique vocale.
À l’instar de son maître Pachelbel, Buttstett réunit de nombreux disciples autour de lui, dont le fameux lexicographe, organiste et compositeur Johann Gottfried Walther, un cousin de Jean-Sébastien Bach,.

## Œuvre
Buttstett est surtout connu comme l’auteur de Ut Mi Sol, Re Fa La, Tota Musica et Harmonia Aeterna, œuvre publiée en 1716 dans laquelle il réagit contre Das Neueröffnete Orchestre rédigé par Mattheson en 1713, ouvrage « progressiste » qui, selon Buttstet, instaurait le chaos,. À la publication de Buttstett qui prônait les techniques musicales du passé contre la musique galante, Mattheson répondit par Das beschützte Orchestre (1717) ; la réplique de Buttstett, Offentliche Erklärung (1718) passa inaperçue.
Les œuvres pour clavier de Buttstett – en particulier ses quelque 40 chorals – dénotent une influence de Pachelbel et montrent qu’il connaissait les pièces d’orgue de l’École d’Allemagne du Nord, notamment celles de Reinken. Buttstett est aussi l’auteur de Musicalische Clavier-Kunst und Vorraths-Kammer, publié en 1713 et en 1716. Dans la préface de ce recueil, le compositeur affirme que les sept pièces qu’il contient ne représentent qu’une petite partie des fugues, ricercars, fughettes, préludes, chorals, toccatas, sonates, ouvertures et suites qu’il a déjà composés ou qu’il a l’intention de composer. Ces partitions n’ont pas été retrouvées,.

## Œuvres

### Musique vocale
- 4 messes : Opera prima sacra, bestehend aus 4 neukomponierten Missen (Erfurt, 1720) – œuvres perdues
- Missa a 6 voci

### Musique pour clavier
- Musicalische Clavier-Kunst und Vorraths-Kammer (Leipzig, 1713), pour orgue (ou clavecin) :

1. Præludium et Capriccio en ré mineur
2. Aria et 12 variations en fa majeur
3. Præludium et Ricercar (3 sections) en do majeur
4. Præludium et Fuga en sol majeur
5. Præludium et Canzona (6 sections), suivis de 2 menuets, en ré mineur
6. Suite en ré majeur (Allemande, Courante, Sarabande, Menuet, Aria)
7. Suite en fa majeur (Allamand, Courant, Sarabanda, Air et Double, Menuet)

- Nombreuses pièces annoncées dans la préface, perdues ou jamais composées.
- Environ 40 préludes de chorals pour orgue (manuscrits), dont :

1. Ach Gott, vom Himmel sieh darein
2. Allein Gott in der Höh sei Ehr I & II
3. Aus tiefer Not schrei ich zu dir
4. Christ ist erstanden
5. Christ lag in Todesbanden
6. Der Tag, der ist so freudenreich
7. Es stehn vor Gottes Throne
8. Gelobet seist du, Jesu Christ
9. Gott durch dein Güte I, II & III
10. Herr Gott, dich loben alle wir
11. Herr Jesu Christ, meins Lebens Licht
12. Ich ruf zu dir, Herr Jesu Christ
13. In dulci jubilo
14. Jesus Christus, unser Heiland, der den Tod überwand
15. Komm, Gott Schöpfer, Heiliger Geist
16. Kyrie eleison
17. Nun bitten wir den Heiligen Geist
18. Nun freut euch, lieben Christen gmein
19. Nun komm, der Heiden Heiland I & II
20. O Gott, du frommer Gott
21. Vom Himmel hoch da komm ich her
22. Vom Himmel kam der Engel Schar
23. Wo Gott zum Haus nicht gibt sein Gunst
24. Wo soll ich fliehen hin?

- Fugue en mi mineur dans le Andreas Bach Buch.
- 2 Marches pour clavecin en si bémol, dans le Ut, mi, sol, re, fa, la, tota musica et harmonia aeterna (Erfurt, 1716)

### Ouvrages théoriques
- Ut, mi, sol, re, fa, la, tota musica et harmonia aeterna, oder Neu-eröffnetes, altes, wahres, eintziges und ewiges Fundamentum Musices : entgegen gesetzt dem Neu-eröffneten Orchestre, und in 2 Partes eingetheilet. In welchen und zwar im 1. Th. des Herrn Authoris des Orchestre irrige Meynungen [...], Erfurt, 1716
- Der wider das Beschützte Orchestre ergangenen öffentlichen Erklärung, Erfurt, 2/1718

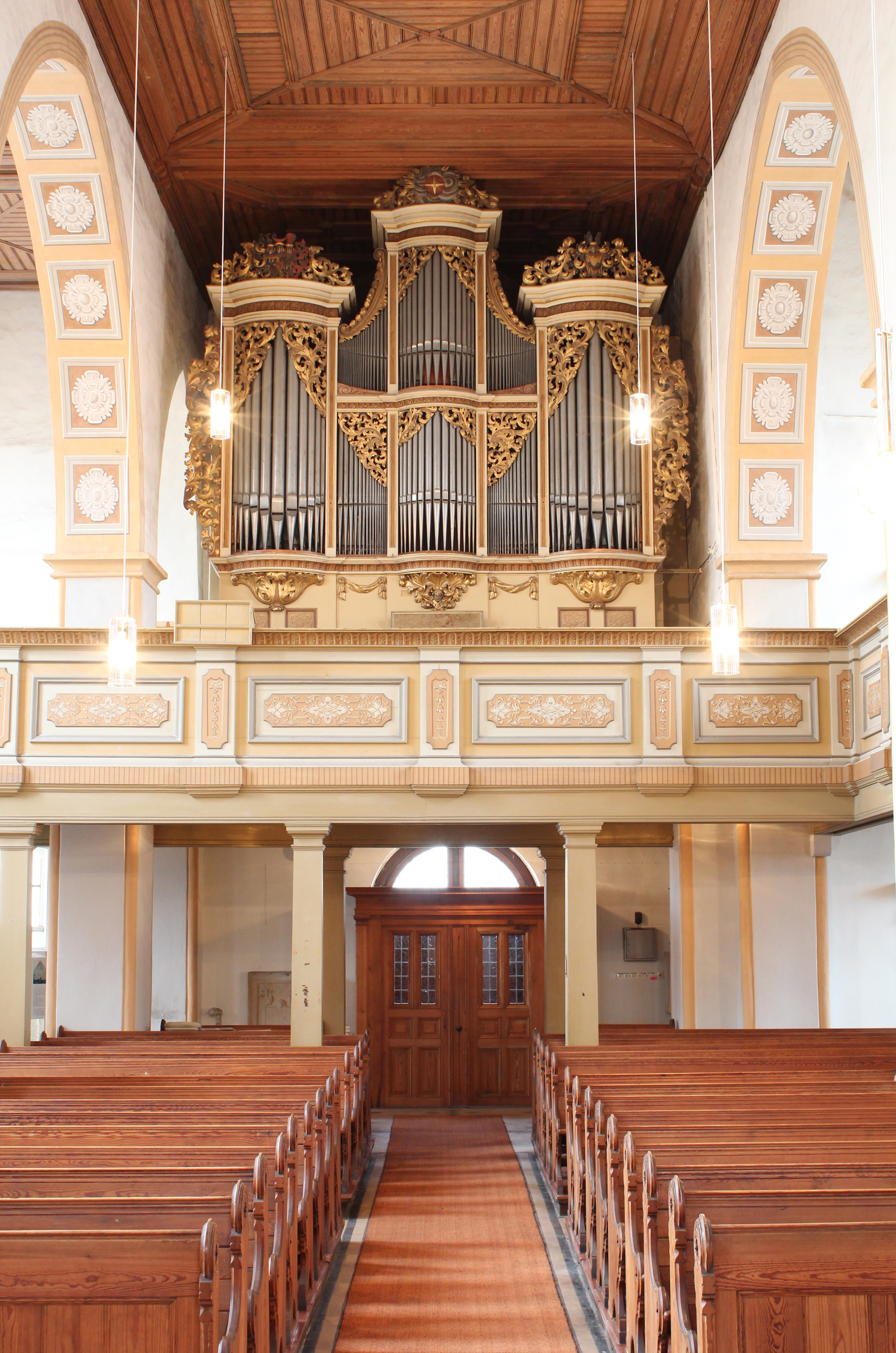
L'orgue Silbermann (1721) de l'église St-Georges de Rötha, l'un des trois joués par Helga Schauerte-Maubouet pour son disque.

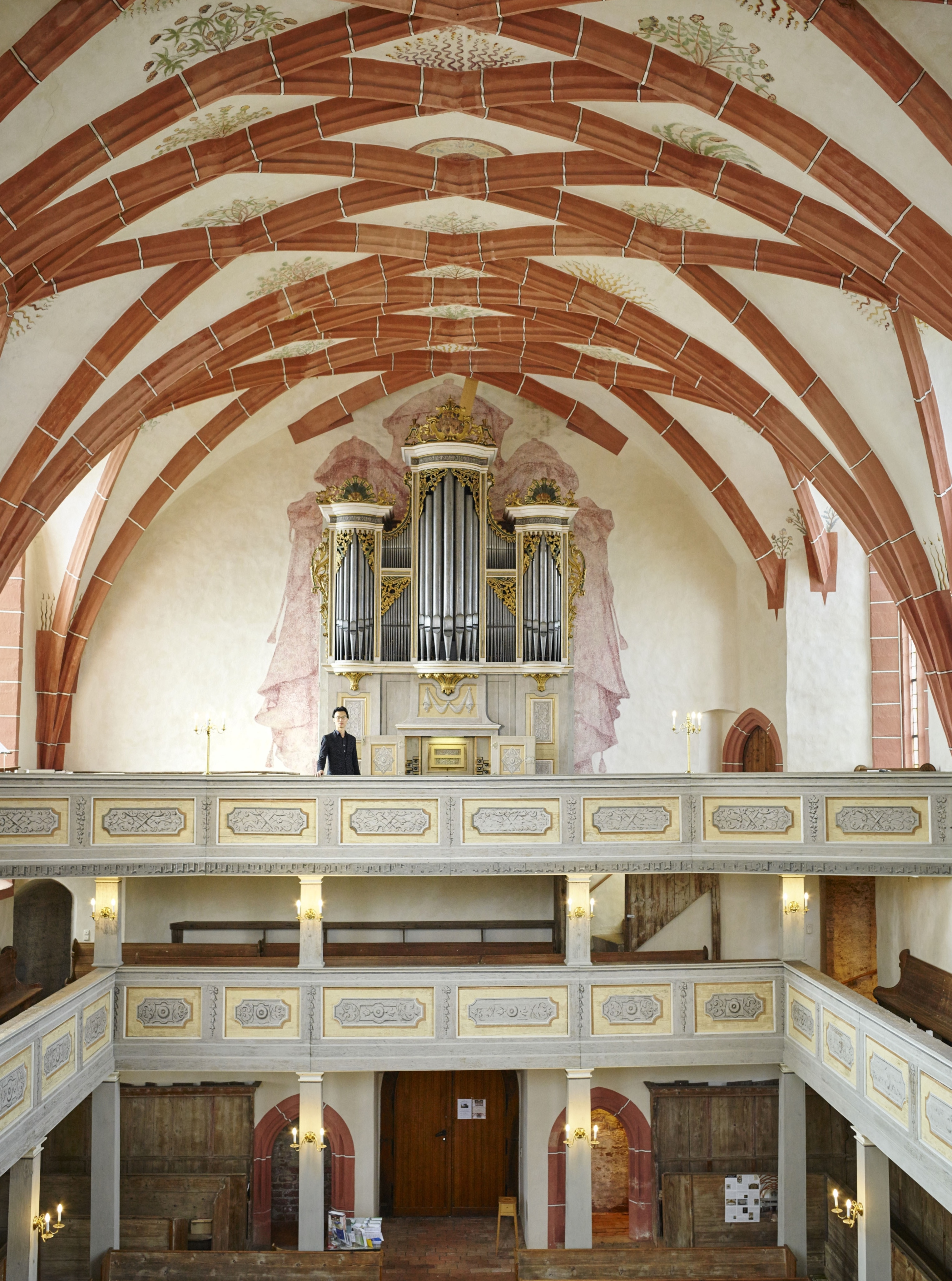
L'orgue de Sainte-Marie à Rötha.

## Discographie
- Œuvres d'orgue - Helga Schauerte-Maubouet, à l'orgue Johann Moritz Weisse de l'église de Römhild et Silbermann-Hildebrandt (1721) des églises Saint-Georges et Sainte-Marie (1722) de Rötha (1997, Syrius SYR 141334) (OCLC 249199216) — Premier enregistrement mondial.
- Frische Clavier Früchte - Claudia Schweitzer, clavecin (2008, Musicaphon M56885) (OCLC 5692565042) — avec des œuvres de Johann Kuhnau, Johann Pachelbel, Friedrich Wilhelm Zachow, Johann Krieger, Johann Christoph Bach, Jean-Sébastien Bach et Johann Philipp Krieger.
- Das ist meine Freude et Jetzt ist das Mahl bereit, cantates pour soprano d'après la « Großfahner-Collection » - Maria Jonas, soprano ; Chursächsische Capelle Leipzig (4-8 novembre 2003, CPO 777 5462) (OCLC 847796920) — avec des œuvres de Georg Friedrich Künstel, Johann Pachelbel et Georg Philipp Telemann.